# Lusignan Margit ciprusi királyi hercegnő
Lusignan Margit (1360 körül – 1397 után) vagy Marietta, franciául: Marguerite/Mariette de Chypre/de Lusignan, görögül: Μαργαρίτα τῆς Κύπρου, örményül: Մարգարիտ Լուսինյան, latinul: Margarita de Leziniaco. Ciprusi, örmény és jeruzsálemi királyi hercegnő, ciprusi trónörökös, házassága révén Tripoli címzetes grófnéja. A Lusignan-ház tagja.

## Élete
A francia származású és római katolikus vallású Lusignan-ház tagja volt. Apja I. Péter ciprusi király, anyja Aragóniai Eleonóra aragón királyi hercegnő, Ribagorça és Prades grófnője, aki II. Jakab aragóniai király és Anjou Blanka aragóniai királyné unokájaként volt II. Károly nápolyi király és Árpád-házi Mária nápolyi királyné (V. István magyar király lánya) dédunokája.
Miután apja 1359-ben trónra került, bátyja, ifjabb Péter automatikusan elnyerte a trónörökösi címet. Margit már apja trónra lépte után, 1360 körül született, és rögtön a ciprusi korona várományosa (második a trónöröklési sorban) lett mindaddig, amíg a bátyja 1369-ben II. Péter néven apjuk örökébe nem lépett. Margit ekkor a Ciprusi Királyság (prezumptív/feltételezett) trónörököse lett. Margit azonban csak addig lehetett trónörökös, amíg a bátyjának 1379-ben meg nem született a lánya, hiszen ekkor Margit újra visszaszorult a második helyre. Az unokahúga ugyan még II. Péter életében meghalt, de a lányuk halála után II. Péter felesége, Visconti Valentina szeretett volna királynő lenni. Eleonóra anyakirályné és a menye, Visconti Valentina, az ifjabb királyné között súrlódások voltak, ezért Eleonóra elhagyta Ciprust, és visszatért hazájába. II. Péter halála (1382) után viszont nem sikerült uralkodóvá nyilváníttatnia magát az özvegyének, Valentina királynénak, ahogy sem II. Péter húga, Margit hercegnő, sem húgának későbbi férje, ifjabb Jakab, aki Lusignan János régensnek a fia volt, nem lett Ciprus új uralkodója. A ciprusi trónt végül a Lusignan-ház ekkor rangidős tagja, II. Péternek, Margitnak és ifjabb Jakabnak az egyetlen, még élő, de genovai fogságban sínylődő nagybátyja, idősebb Jakab foglalta el annak ellenére is, hogy ő IV. Hugó ciprusi király negyedszülött fia volt, míg ifjabb Jakab a harmadszülött fiúnak, Jánosnak volt a fia, Margit pedig IV. Hugó másodszülött fiának a leánya.
1376. április 2-a körül Margitot eljegyezték Visconti Károllyal (1359–1403), Párma urával, Bernabò Viscontinak, Milánó urának a fiával, valamint Visconti Valentina (Margit sógornője) és Visconti Anglesia ciprusi királynék bátyjával, de ez a házasság végül nem jött létre, és 1385-ben Margit feleségül ment elsőfokú unokatestvéréhez, Lusignan János ciprusi régens (I. Péter ciprusi király öccse és gyilkosa) fiához, Lusignan Jakab herceghez, Tripoli címzetes grófjához, akinek öt gyermeket szült.
Anyja, Eleonóra özvegy királyné túlélte mindegyik gyermekét, és nyolcvannégy éves korában halt meg dédnagymamaként.

## Gyermekei
- Férjétől, Lusignan Jakab (1358 előtt–1397) ciprusi királyi hercegtől, Tripoli címzetes grófjától, Lusignan János ciprusi régens fiától, 5 gyermek:
  - János (1386 után–1406/13) ciprusi királyi herceg, Tripoli címzetes grófja, felesége (jegyese) Izabella (1382 előtt–1432 előtt) ciprusi királyi hercegnő, I. Jakab ciprusi király és Braunschweigi Helvis lánya, gyermekei nem születtek
  - Péter (1387 után–1451), Tripoli címzetes grófja, Ciprus régense, 1. felesége Lusignan Izabella (1382 előtt–1432 előtt), I. Jakab ciprusi király és Braunschweigi Helvis lánya, Lusignan János özvegye (volt jegyese), lásd fent, gyermekei nem születtek, 2. felesége N. N. (–1440), gyermekei nem születtek, 1 természetes, de törvényesített fiú:
    - (Házasságon kívüli kapcsolatból): Lusignan Phoebus (1415 előtt–1485), Szidon ura, felesége Isabelle de Flory, 2 gyermek

  - Eleonóra (1390/91–1414 előtt) ciprusi királyi hercegnő, férje az unokanagybátyja, Lusignan Henrik (1380/85–1427) ciprusi királyi herceg, Galilea címzetes fejedelme, gyermekei nem születtek
  - Lujza (1392/93–?) ciprusi királyi hercegnő, férje az unokanagybátyja, Eudo (1385/90–1421) ciprusi királyi herceg, Tripoli címzetes grófja, gyermekei nem születtek
  - Échive (Eschiva) (–fiatalon) ciprusi királyi hercegnő